# Leucophenga flavicosta
Leucophenga flavicosta är en tvåvingeart som beskrevs av Oswald Duda 1926. Leucophenga flavicosta ingår i släktet Leucophenga och familjen daggflugor. Inga underarter finns listade i Catalogue of Life.